# برص هينكل ورقي الذيل
برص هينكل ورقي الذيل أو وزغة مسطحة الذيل أو برص ذو ذيل مائل (الاسم العلمي Uroplatus henkeli)، حيوان زاحف من الحرشفيات وفصيلة الوزغية. هذه النوع من الوزغات متوطن في مدغشقر.